# Xprint
Xprint ist ein erweitertes Drucksystem, das X11-Programmen erlaubt, Geräte wie Drucker oder Fax zu benutzen.
Außerdem erlaubt es, Dokumente in den Formaten PostScript, PDF, PCL etc. auszulegen.
Dies funktioniert, in dem man einen virtuellen Drucker anlegt, der wiederum anstatt den Ausdruck an den Drucker zu senden, ihn an ein Programm schickt, welches dann den Ausdruck als Dokument anlegt.
Xprint wird unter der GPL entwickelt. Es gilt mittlerweile als veraltet.